# Kościół św. Wawrzyńca w Söderköping
Kościół św. Wawrzyńca w Söderköping (szw. Sankt Laurentii kyrka, Söderköping lub S:t Lars kyrka) – kościół w Söderköping położony jest w centrum miasta przy ulicy Prästgatan. Należy do Kościoła Szwecji. Kościół był w przeszłości miejscem ważnych historycznych wydarzeń – koronacji królów i królowych oraz miejscem spotkań możnowładców.
Kościół św. Wawrzyńca ma status zabytku sakralnego według rozdz. 4 Kulturminneslagen (pol. Prawo o pamiątkach kultury) ponieważ został wzniesiony do końca 1939 (3 §).

## Historia i architektura

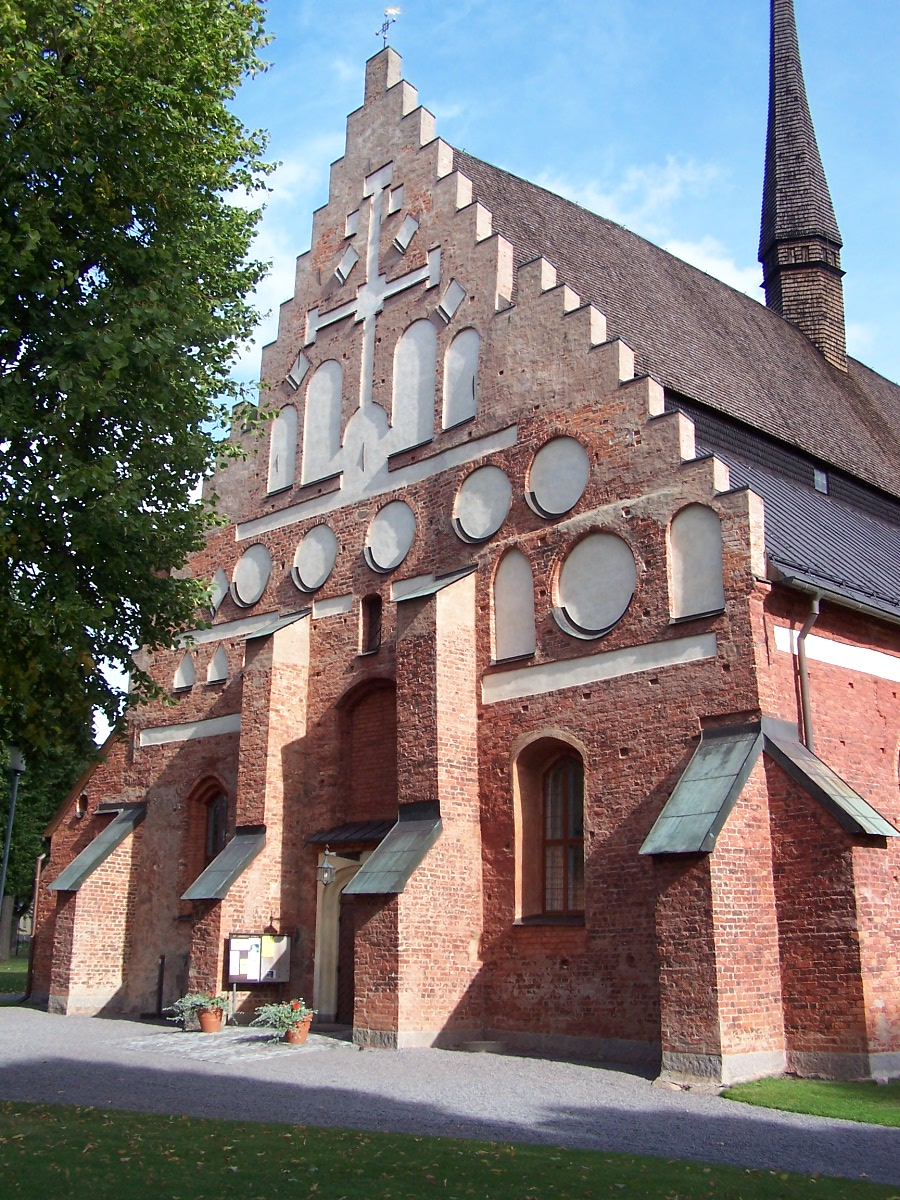
Fasada zachodnia

Söderköping był w średniowieczu trzecim pod względem wielkości miastem Szwecji, po Sztokholmie i Kalmarze, i handlowym centrum regionu Östergötland, zamieszkanym przez szwedzkich i niemieckich kupców. Patron kościoła, św. Wawrzyniec należał w średniowiecznej Szwecji do najpopularniejszych świętych, po św. Olafie.
W 1253 kościół został po raz pierwszy wymieniony w źródłach pisanych. Późnośredniowieczny kościół był trzynawową bazyliką, inspirowaną przypuszczalnie francuskim gotykiem.
- W 1281 król Magnus I Ladulås koronował w kościele swoją małżonkę Helvig av Holstein na królową Szwecji.
- W 1302 Birger I Magnusson był koronowany na króla Szwecji.
- W XV w. Engelbrekt Engelbrektsson i król Karol VIII Knutsson Bonde zwoływali w kościele spotkania z możnowładcami.

Ten pierwszy kościół spłonął w 1494. Zachowała się część jego murów zewnętrznych. Niezwłocznie przystąpiono do jego odbudowy. Nowy kościół, zachowany w znacznej części do dziś, powstał jako trzynawowy kościół halowy w stylu północnoniemieckiego gotyku ceglanego ze szczytami schodkowymi. Jego budowniczowie inspirowali się też zapewne architekturą kościoła klasztornego w Vadstenie. W 1497 biskup Linköping, Henrik Tidemansson konsekrował nieukończony jeszcze kościół. Prace przy jego ukończeniu ustały w latach 20. XVI w. po nadejściu reformacji. Z planowanej rozbudowy zrealizowano jedynie nawę północną (1583), w efekcie czego kościół pozostał budowlą asymetryczną, czteronawową.
Również w 1583 zbudowano wolno stojącą, 50-metrową dzwonnicę (dzieło Andersa „Stapelmakare”) na której zawieszono ważące 4 tony dzwony, odlane ponownie w 1897.
W latach 1975–1976 w północno-zachodnim narożniku kościoła urządzono poczekalnię. Znajduje się w niej dobrze zachowane malowidło ścienne, pochodzące przypuszczalnie z XV w., przedstawiające drugie przyjście Chrystusa pod koniec dziejów i wskrzeszenie zmarłych.

## Wnętrze

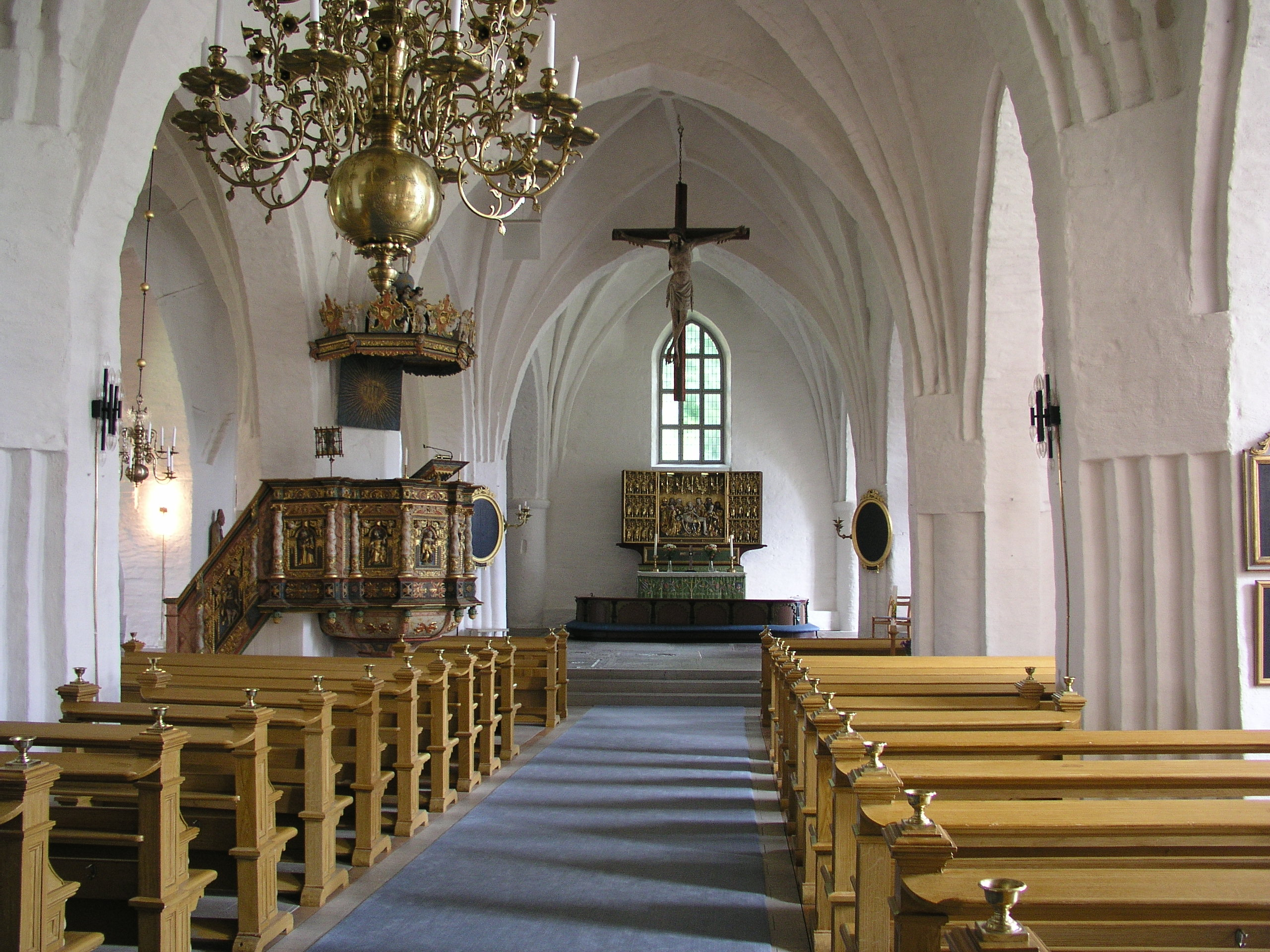
Wnętrze – widok na prezbiterium

Pomimo wielu przebudów we wnętrzu kościoła zachowało się wiele elementów wyposażenia pochodzących jeszcze z epoki przedreformacyjnej. Należą do nich:
- obraz patrona kościoła św. Wawrzyńca na szczycie zakrystii, opatrzony datą 1296, która jest uważana za prawdopodobną datę konsekracji kościoła;
- ołtarz główny, wykonany prawdopodobnie we Francji pod koniec XV w.[2], którego pozłacana część centralna przedstawia Maryję ze zmarłym Chrystusem na kolanach w otoczeniu św. Nikodema, Józefa z Arymatei i kilku płaczących niewiast[3];
- chrzcielnica, której czasza pochodzi z XIV w., mosiężne naczynie na wodę z XVII w., zaś marmurowy cokół z 1975[3];
- krucyfiks procesyjny z XIII w.[2];
- krucyfiks triumfalny z początku XV w., przypuszczalnie wykonany w Vadstenie[2];
- W północnej nawie bocznej znajduje się XV-wieczna rzeźba św. Katarzyny Aleksandryjskiej dłuta Bernta Notke, którego najbardziej znanym na terenie Szwecji dziełem jest rzeźba Święty Jerzy ze smokiem, znajdująca się w sztokholmskiej katedrze;
- z okresu średniowiecza pochodzą drewniane rzeźby świętych: sw. Krzysztofa i św. Elżbiety Węgierskiej[2].

Sztukę epoki baroku i późniejszą reprezentują:
- ambona z 1669, wykonana w Vadstenie przez Johana Belätesskärare i pomalowana w 1723 przez malarza z Söderköping, Andersa Wickströma[2][3],;
- epitafia mieszczan;
- żyrandole z XVI i XVII w.[2];
- nastawa ołtarzowa pędzla Pehra Hörberga z 1802[2].